# جان لندر
جان لندر (انگلیسی: John Lander; ۷ سپتامبر ۱۹۰۷ – ۲۵ دسامبر ۱۹۴۱) قایقران روئینگ اهل بریتانیا بود.
وی در مسابقات کشوری و بین‌المللی در مجموع برندهٔ ۱ مدال طلا شده‌است.